# Église Notre-Dame de La Croix-sur-Ourcq
L'église Notre-Dame est une église située à La Croix-sur-Ourcq, en France.

## Localisation
L'église est située sur la commune de La Croix-sur-Ourcq, dans le département de l'Aisne.

## Historique
Le monument, dont la construction initiale s'étale du 11e au 13e siècle, est classé au titre des monuments historiques en 1920.